# Canal+ (Espagne)
Canal+ était une chaîne de télévision généraliste espagnole privée à péage dérivée de la version originale française et détenue par Telefonica et Prisa TV.
Elle a été rachetée par Movistar et a été remplacée le 1er février 2016 par la nouvelle chaîne généraliste « #0 ».

## Histoire de la chaîne

### Démarrage
La version espagnole de Canal+ est née de la volonté de Sogecable d'obtenir l'une des trois licences de diffusion analogique de la télévision nationale privée mises en adjudication par le gouvernement en 1988. Le 25 août 1989, Canal+ obtient une des trois licences, les autres étant obtenues par le groupe Antena 3 et Gestevisión Telecinco. La concession de Canal+ est particulière, du fait des caractéristiques du canal qui l'obligent à émettre en clair six heures par jour, le reste des émissions étant cryptées et réservées aux abonnés.
Le 8 juin 1990 à 21h00, Canal+ commence à diffuser ses émissions en test,, puis de façon régulière dès le 14 septembre de la même année. C'est la première télévision payante en Espagne et son signal est décodable en utilisant le système Nagravision. À son lancement, l'abonnement est à 3000 pesetas par mois (environ 18 euros par mois), augmenté plus tard à 4000 pesetas. Ses émissions en clair sont composées de diverses émissions, dont Las noticias del guiñol (la version espagnole de Les Guignols de l'info), Lo + Plus (La version espagnole de Nulle part ailleurs) ou 40-1, la version TV de la liste des Top 40. Les programmes cryptés sont composés de films tous les soirs (y compris des films pornographiques), de retransmissions exclusives de matchs de football en direct, ce qui amène un nombre important d'abonnés à la chaîne qui atteint un million d'abonnés en 1995.

### L'ère numérique et l'expansion de la marque
Avec le lancement le 31 janvier 1997 de Canal Satélite Digital, la plate-forme numérique de Prisa TV, deux déclinaisons de Canal+ sont créées avec des horaires de programmation différents pour former le pack premium de l'opérateur : Canal+ Azul et Canal+ Rojo. À la suite de la fusion de Canal Satélite Digital et de Via Digital dans Digital+ en 2003, Canal+ poursuit sa démultiplication avec Canal+ ... 30 (même programmation avec une demi-heure de décalage) , Canal+ 2 (seconde chaîne, avec des programmes de la première à des moments différents), trois chaînes Canal+ Cine et trois chaînes Canal+ Deporte. Canal+ Azul, Canal+ Rojo et Canal+ 16:9, publiées quelques années plus tôt, disparaissent.

### Fin de la diffusion terrestre analogique
En 2005, Sogecable demande au gouvernement de modifier les conditions de la concession de Canal+ et de l'autoriser à émettre en clair toute la journée. La conséquence de cette demande ne tarde pas. En effet, à partir du 7 novembre 2005, Canal+ est exclusivement diffusée sur la plateforme numérique payante Digital+, tandis que le 4e réseau hertzien analogique national est utilisé pour diffuser en clair une nouvelle chaîne de télévision appelée Cuatro,.
En 2008 est lancé Canal+ HD, le premier canal en haute définition en Espagne. Cette chaîne diffuse en HD les contenus des chaînes du groupe, mais à la fin de l'été, le signal ne diffuse plus que Canal+ en haute définition. Le 6 novembre 2009, Canal+ est diffusé en 16:9. Le 18 mai 2010, Canal+ lance sa version en trois dimensions, Canal+ 3D, première chaîne espagnole diffusée dans ce format, qui nécessite un décodeur iPlus, un téléviseur compatible 3D et des lunettes.

### Changements de nom
Avec le changement de nom de la plateforme Digital+ en Canal+ le 17 octobre 2011, la chaîne est renommée Canal+ 1, en même temps que Canal+ Dos est renommée Canal+ 2.
Canal+ 4K a été testée au cours de juin 2013.
Avec la naissance de la plateforme Movistar+ (fusion de Canal+ et de la plateforme IPTV Movistar de Telefonica) le 8 juillet 2015, Canal+ 2 est supprimée, et Canal+ 1 redevient Canal+.

### Fin de la diffusion
Après de nombreuses rumeurs, Movistar+ annonce le 1er décembre 2015 l'arrêt de Canal+ pour faire place à une nouvelle chaîne sur les mêmes thèmes appelée #0. Le 30 décembre 2015, Movistar+ confirme l'arrêt de Canal+ et le démarrage de #0 le 1er février 2016.

## Identité visuelle
Le 1er septembre 1997, Canal+ modifie intégralement son habillage en passant de l'ellipse au logo cartouche de Canal+ (présent sur la chaîne française depuis 1995).
De 2004 à 2008, la cartouche noir du logo devient officiellement un peu plus grassouillette qu'à l'origine aux contraires des déclinaisons françaises et européennes.

Logo de Canal+ du 8 juin 1990 au 1er septembre 1997.
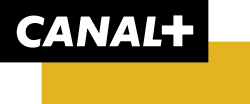
Logo de Canal+ de 2004 à 2008.
Logo de Canal+ 1 du 17 octobre 2011 au 8 juillet 2015.
Logo de Canal+ 30 de 2008 au 17 octobre 2011.

## Présentateurs
- Ana García-Siñeriz
- Fernando Schwartz
- Máximo Pradera
- Fernandisco
- Joaquín Luqui
- Marta Reyero
- Hilario Pino
- Jose Ramón Pindado
- Ramón Arangüena
- Nico Abad
- Raquel Sánchez Silva
- Antonio Muñoz de Mesa
- Jaume Figueras
- Paloma Concejero
- Frank Blanco
- Manuela Velasco
- Joaquín Ramos Marcos
- Marcos López
- Jorge Valdano
- Manu Carreño
- Juanma Castaño
- Ignacio Lewin
- Lobo Carrasco
- Josep Pedrerol
- Andrés Montes
- Cristina Teva
- Michael Robinson (football)
- Carlos Martínez
- Javier Coronas
- Raul Cimas
- Iñaki Gabilondo
- José Antonio Ponseti
- Santiago Cañizares
- Julio Maldonado "Maldini"
- Antoni Daimiel
- David Carnicero
- Nacho Aranda
- Jon Sistiaga